# Ramón Antonio Linares Sandoval
Mons. Ramón Antonio Linares Sandoval (Vallecillo, 26 de diciembre de 1936) es un obispo venezolano.  Sus padres fueron Pedro Antonio Linares y Vicenta Sandoval de Linares.

## Estudios
Cursó sus estudios de Bachillerato en el Seminario Menor de la Arquidiócesis de Valencia y Seminario Menor de Caracas. Frecuentó la Teología en el Seminario Interdiocesano de Caracas. Obtuvo la Licenciatura en Derecho Canónico en la Universidad pontificia Gregoriana de Roma.

## Sacerdote
Fue ordenado sacerdote por el obispo José Alí Lebrún Moratinos el 28 de julio de 1963 para la entonces diócesis de Valencia a la cual perteneció hasta la creación, en el año 1972, de la Diócesis de San Carlos, Estado Cojedes. Hasta ese año desempeñó distintos encargos en la Diócesis de Valencia. En el año 1969 fue nombrado párroco de la Parroquia de la Inmaculada Concepción en  San Carlos. En 1974 fue designado vicario general de la diócesis de  San Carlos, en 1986 vicario judicial de la misma Diócesis y en 1987 juez del Tribunal Eclesiástico de la Arquidiócesis de Valencia, función que desempeñó juntamente con la de vicario general de San Carlos. Es prelado de honor del papa desde el 11 de julio de 1988.

## Episcopado

### Obispo de Puerto Cabello
El 5 de julio de 1994, el Papa Juan Pablo II lo nombró I Obispo de la Diócesis de Puerto Cabello, tras haberla erigido el mismo día.
Fue ordenado obispo el 15 de octubre siguiente, por el Emmo. Sr. Cardenal José Alí Lebrún Moratinos.

### Obispo de Barinas
El 16 de julio de 2002, el Papa Juan Pablo II lo nombró III Obispo de la Diócesis de Barinas.
Tomó posesión canónica el 27 de septiembre de 2002.

### Obispo Emérito de Barinas
El 30 de agosto de 2013, el Papa Francisco aceptó su dimisión al Obispado de Barinas, pasando a ser el Obispo Emérito de la Diócesis de Barinas.